# Astyanax pellegrini
Astyanax pellegrini är en fiskart som beskrevs av Eigenmann, 1907. Astyanax pellegrini ingår i släktet Astyanax och familjen Characidae. Inga underarter finns listade.